# Bigerriusok
A bigerriusok ókori gall törzsét Iulius Caesar említi „De bello gallico" című munkájában, mint a Róma ellen fellázadt törzsek egyikét. Aquitániában volt a területük, fővárosuk Tarba (ma: Tarbes) volt.